# 梅克雷·莫劳塔

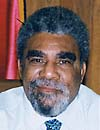
梅克雷·莫劳塔

梅克雷·莫劳塔爵士（Sir Mekere Morauta，1946年6月12日—2020年12月19日）生于巴布亚新几内亚海湾省，1999年7月至2002年8月任巴布亚新几内亚总理。
1970年毕业于巴布亚新几内亚大学，获经济学学士学位，1987年获巴布亚新几内亚理工大学荣誉博士学位。
作为巴新建国“四君子”之一，莫劳塔曾参与巴布亚新几内亚1973年自治和1975年独立政府筹建工作，任巴布亚新几内亚银行行长和财政部秘书长。1997年他以独立人士身份当选议员，7月17日当选“人民民主运动”党主席，12月出任国家计划和发展部长，后任渔业部长。1999年6月他再次当选“人民民主运动”党主席，7月14日当选巴布亚新几内亚总理。
梅克雷爵士夫人（Lady Rosyln Morauta），有两个儿子。